# Sermide
Sermide (deutsch veraltet: Freiburg an der Pfad) ist eine Fraktion der Gemeinde (comune) Sermide e Felonica in der Provinz Mantua (Region Lombardei) mit 6189 Einwohnern (Stand 2015). Sermide war vor dem 1. März 2017 eine selbstständige Gemeinde und bildet seitdem mit Felonica die Gemeinde Sermide e Felonica mit dem Gemeindesitz in Sermide.

## Geografie
Sermide liegt etwa 44 Kilometer südöstlich von Mantua am Po und grenzt unmittelbar an die Provinzen Rovigo, Modena und Ferrara. Seit 1898 führt die Sermide den Titel Città (Stadt).

## Verkehr
Durch den Ort führt die frühere Strada Statale 496 Virgiliana (heute: Provinzstraße). Der Bahnhof liegt an der Bahnstrecke Suzzara–Ferrara.